# Piętrowa Turniczka

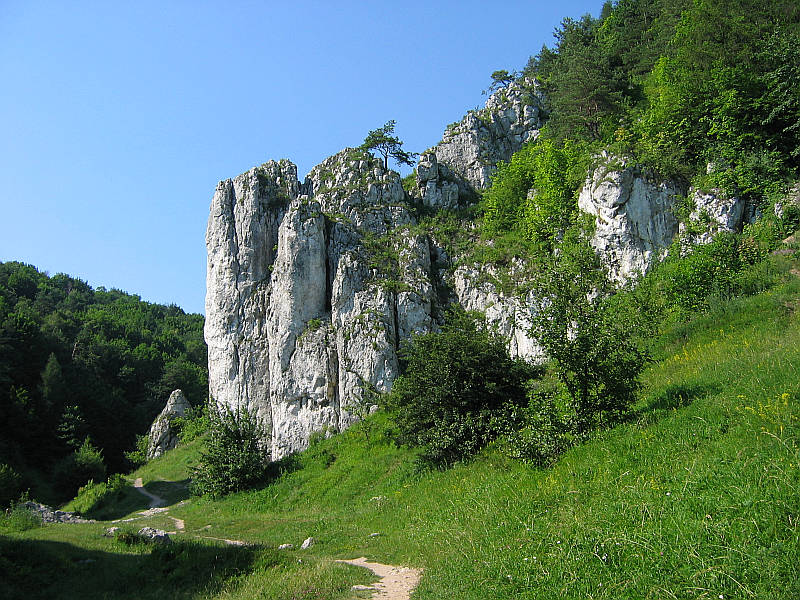
Filar Abazego i Piętrowa Turniczka (u góry, po prawej stronie)

Piętrowa Turniczka – skała w lewych zboczach Doliny Bolechowickiej. Znajduje się we wsi Karniowice w województwie małopolskim, w powiecie krakowskim, w gminie Zabierzów. Jest to teren Wyżyny Olkuskiej w obrębie Wyżyny Krakowsko-Częstochowskiej. Dolina Bolechowicka, wraz ze znajdującymi się w niej skałami znajduje się w obrębie rezerwatu przyrody Wąwóz Bolechowicki, dopuszczalne jest jednak uprawianie w niej wspinaczki skalnej.
Zbudowana z wapieni Piętrowa Turniczka jest najbardziej na południowy wschód wysunięta skałą w Dolinie Bolechowickiej. Znajduje się przed Filarem Abazego w Bramie Bolechowickiej. Ma wysokość 10 m. Poprowadzono na niej 3 drogi wspinaczkowe o trudności od IV do VI.4 w skali trudności Kurtyki. Wspinaczka na własnej asekuracji, nie zamontowano na niej żadnych punktów asekuracyjnych. Kiedyś ktoś na Piętrowej Turniczce się wspinał, obecnie nie jest popularna i brak jej w wykazie dróg internetowego portalu wspinaczkowego.

## Drogi wspinaczkowe
1. Piętrowy kominek IV,
2. Droga Malczyka VI+,
3. Droga bez nazwy IV[1].